# گلیکوبیولوژی
گلیکوبیولوژی (انگلیسی: Glycobiology)، برای مجله، به Glycobiology (مجله) مراجعه کنید.
گلیکوبیولوژی که به معنای محدود تعریف شده است، مطالعه ساختار، بیوسنتز و بیولوژی ساکاریدها (زنجیره‌های قند یا گلیکانها) است که به‌طور گسترده در طبیعت توزیع شده‌اند. قندها یا ساکاریدها اجزای ضروری همه موجودات زنده هستند و جنبه‌های مختلف نقش‌های آنها در زیست‌شناسی در زمینه‌های مختلف پزشکی، بیوشیمیایی و بیوتکنولوژیکی مورد تحقیق قرار گرفته است.